# Großer Preis von Spanien 1993
Der Große Preis von Spanien 1993 (offiziell Gran Premio de España) fand am 9. Mai auf dem Circuit de Catalunya in Montmeló statt und war das fünfte Rennen der Formel-1-Weltmeisterschaft 1993.

## Berichte

### Hintergrund
Dasselbe Teilnehmerfeld, das zwei Wochen zuvor den Großen Preis von San Marino bestritten hatte, trat auch zum fünften WM-Lauf des Jahres in Spanien an.
Nach dem Großen Preis von San Marino führte Ayrton Senna in der Fahrerwertung mit zwei Punkten vor Alain Prost und mit 14 Punkten vor Damon Hill. In der Konstrukteurswertung führte Williams-Renault mit zehn Punkten vor McLaren-Ford und mit 24 Punkten vor Benetton-Ford.
Mit Prost und Senna (jeweils zweimal) traten zwei ehemalige Sieger zu diesem Grand Prix an.

### Qualifying
Die beiden Williams-Piloten Prost und Hill qualifizierten sich für die erste Startreihe vor Senna und Michael Schumacher. Riccardo Patrese und Karl Wendlinger bildeten die dritte Reihe vor Michael Andretti und Jean Alesi. Michele Alboreto verfehlte zum zweiten Mal in Folge die Qualifikation für das Rennen.

### Rennen
Johnny Herbert verfehlte den Start zur Einführungsrunde und musste das Rennen vom letzten Platz aus aufnehmen. Obwohl die Ampelanlage nicht richtig funktionierte und anstatt des zur damaligen Zeit üblichen grünen Lichtzeichens gelbes Blinklicht signalisierte, absolvierten alle Piloten den Start problemlos, weshalb auf einen Abbruch verzichtet wurde. Hill ging zunächst vor Prost, Senna, Schumacher, Patrese, Andretti und Alesi in Führung. In der elften Runde übernahm Prost die Spitzenposition von seinem Teamkollegen.
Nachdem sich Prost zunächst einen Vorsprung verschafft hatte, wurde er gegen Ende des Rennens durch Handlingprobleme langsamer, sodass Hill wieder zu ihm aufschließen konnte, jedoch mit Motorschaden in Runde 41 ausschied. In der 42. Runde wurde dann Andrea de Cesaris wegen eines Frühstartes disqualifiziert. Prost siegte vor Senna, Schumacher und Patrese. Andretti erzielte als Fünfter die ersten WM-Punkte seiner Formel-1-Karriere. Gerhard Berger erreichte das Ziel als Sechster.
In der Fahrerwertung übernahm Prost die Führung vor Senna, neuer Dritter war Schumacher. In der Konstrukteurswertung blieben die ersten drei Positionen unverändert.

## Meldeliste
| Team                        | Nr. | Fahrer               | Chassis        | Motor                        | Reifen |
| --------------------------- | --- | -------------------- | -------------- | ---------------------------- | ------ |
| Canon Williams Team         | 0   | Damon Hill           | Williams FW15C | Renault RS5 3.5 V10          | G      |
| Canon Williams Team         | 02  | Alain Prost          | Williams FW15C | Renault RS5 3.5 V10          | G      |
| Tyrrell Racing Organisation | 03  | Ukyō Katayama        | Tyrrell 020C   | Yamaha OX10A 3.5 V10         | G      |
| Tyrrell Racing Organisation | 04  | Andrea de Cesaris    | Tyrrell 020C   | Yamaha OX10A 3.5 V10         | G      |
| Camel Benetton Ford         | 05  | Michael Schumacher   | Benetton B193B | Ford Cosworth HB 3.5 V8      | G      |
| Camel Benetton Ford         | 06  | Riccardo Patrese     | Benetton B193B | Ford Cosworth HB 3.5 V8      | G      |
| Marlboro McLaren            | 07  | Michael Andretti     | McLaren MP4/8  | Ford Cosworth HB 3.5 V8      | G      |
| Marlboro McLaren            | 08  | Ayrton Senna         | McLaren MP4/8  | Ford Cosworth HB 3.5 V8      | G      |
| Footwork Mugen Honda        | 09  | Derek Warwick        | Footwork FA14  | Mugen-Honda MF-351HB 3.5 V10 | G      |
| Footwork Mugen Honda        | 10  | Aguri Suzuki         | Footwork FA14  | Mugen-Honda MF-351HB 3.5 V10 | G      |
| Team Lotus                  | 11  | Alessandro Zanardi   | Lotus 107B     | Ford Cosworth HB 3.5 V8      | G      |
| Team Lotus                  | 12  | Johnny Herbert       | Lotus 107B     | Ford Cosworth HB 3.5 V8      | G      |
| Sasol Jordan                | 14  | Rubens Barrichello   | Jordan 193     | Hart 1035 3.5 V10            | G      |
| Sasol Jordan                | 15  | Thierry Boutsen      | Jordan 193     | Hart 1035 3.5 V10            | G      |
| Larrousse F1                | 19  | Philippe Alliot      | Larrousse LH93 | Lamborghini 3512 3.5 V12     | G      |
| Larrousse F1                | 20  | Érik Comas           | Larrousse LH93 | Lamborghini 3512 3.5 V12     | G      |
| Lola BMS Scuderia Italia    | 21  | Michele Alboreto     | Lola T93/30    | Ferrari 040 3.5 V12          | G      |
| Lola BMS Scuderia Italia    | 22  | Luca Badoer          | Lola T93/30    | Ferrari 040 3.5 V12          | G      |
| Minardi Team                | 23  | Christian Fittipaldi | Minardi M193   | Ford Cosworth HB 3.5 V8      | G      |
| Minardi Team                | 24  | Fabrizio Barbazza    | Minardi M193   | Ford Cosworth HB 3.5 V8      | G      |
| Ligier Gitanes Blondes      | 25  | Martin Brundle       | Ligier JS39    | Renault RS5 3.5 V10          | G      |
| Ligier Gitanes Blondes      | 26  | Mark Blundell        | Ligier JS39    | Renault RS5 3.5 V10          | G      |
| Scuderia Ferrari            | 27  | Jean Alesi           | Ferrari F93A   | Ferrari 041 3.5 V12          | G      |
| Scuderia Ferrari            | 28  | Gerhard Berger       | Ferrari F93A   | Ferrari 041 3.5 V12          | G      |
| Lighthouse Sauber           | 29  | Karl Wendlinger      | Sauber C12     | Sauber 2175 3.5 V10          | G      |
| Lighthouse Sauber           | 30  | JJ Lehto             | Sauber C12     | Sauber 2175 3.5 V10          | G      |

## Klassifikationen

### Qualifying
| Pos. | Fahrer               | Konstrukteur          | 1. Qualifikationstraining | 1. Qualifikationstraining | 2. Qualifikationstraining | 2. Qualifikationstraining | Start |
| Pos. | Fahrer               | Konstrukteur          | Zeit                      | Ø-Geschwindigkeit         | Zeit                      | Ø-Geschwindigkeit         | Start |
| ---- | -------------------- | --------------------- | ------------------------- | ------------------------- | ------------------------- | ------------------------- | ----- |
| 01   | Alain Prost          | Williams-Renault      | 1:19,599                  | 214,691 km/h              | 1:17,809                  | 219,630 km/h              | 01    |
| 02   | Damon Hill           | Williams-Renault      | 1:20,400                  | 212,552 km/h              | 1:18,346                  | 218,125 km/h              | 02    |
| 03   | Ayrton Senna         | McLaren-Ford          | 1:20,221                  | 213,027 km/h              | 1:19,722                  | 214,360 km/h              | 03    |
| 04   | Michael Schumacher   | Benetton-Ford         | 1:21,148                  | 210,593 km/h              | 1:20,520                  | 212,235 km/h              | 04    |
| 05   | Riccardo Patrese     | Benetton-Ford         | 1:21,880                  | 208,710 km/h              | 1:20,600                  | 212,025 km/h              | 05    |
| 06   | Karl Wendlinger      | Sauber                | 1:23,696                  | 204,182 km/h              | 1:21,203                  | 210,450 km/h              | 06    |
| 07   | Michael Andretti     | McLaren-Ford          | 1:22,286                  | 207,681 km/h              | 1:21,360                  | 210,044 km/h              | 07    |
| 08   | Jean Alesi           | Ferrari               | 1:23,614                  | 204,382 km/h              | 1:21,767                  | 208,999 km/h              | 08    |
| 09   | JJ Lehto             | Sauber                | 1:22,801                  | 206,389 km/h              | 1:22,047                  | 208,285 km/h              | 09    |
| 10   | Johnny Herbert       | Lotus-Ford            | 1:23,541                  | 204,561 km/h              | 1:22,470                  | 207,217 km/h              | 10    |
| 11   | Gerhard Berger       | Ferrari               | 1:24,346                  | 202,608 km/h              | 1:22,655                  | 206,753 km/h              | 11    |
| 12   | Mark Blundell        | Ligier-Renault        | 1:24,107                  | 203,184 km/h              | 1:22,708                  | 206,621 km/h              | 12    |
| 13   | Philippe Alliot      | Larrousse-Lamborghini | 1:26,698                  | 197,112 km/h              | 1:22,887                  | 206,175 km/h              | 13    |
| 14   | Érik Comas           | Larrousse-Lamborghini | 1:24,995                  | 201,061 km/h              | 1:22,904                  | 206,132 km/h              | 14    |
| 15   | Alessandro Zanardi   | Lotus-Ford            | 1:23,579                  | 204,468 km/h              | 1:23,026                  | 205,829 km/h              | 15    |
| 16   | Derek Warwick        | Footwork-Mugen-Honda  | 1:23,971                  | 203,513 km/h              | 1:23,086                  | 205,681 km/h              | 16    |
| 17   | Rubens Barrichello   | Jordan-Hart           | 1:24,708                  | 201,742 km/h              | 1:23,232                  | 205,320 km/h              | 17    |
| 18   | Martin Brundle       | Ligier-Renault        | 1:24,748                  | 201,647 km/h              | 1:23,357                  | 205,012 km/h              | 18    |
| 19   | Aguri Suzuki         | Footwork-Mugen-Honda  | 1:24,158                  | 203,061 km/h              | 1:23,432                  | 204,828 km/h              | 19    |
| 20   | Christian Fittipaldi | Minardi-Ford          | 1:24,304                  | 202,709 km/h              | 1:23,449                  | 204,786 km/h              | 20    |
| 21   | Thierry Boutsen      | Jordan-Hart           | 1:24,476                  | 202,297 km/h              | 1:23,464                  | 204,749 km/h              | 21    |
| 22   | Luca Badoer          | Lola-Ferrari          | 1:26,851                  | 196,765 km/h              | 1:24,268                  | 202,796 km/h              | 22    |
| 23   | Ukyō Katayama        | Tyrrell-Yamaha        | 1:25,607                  | 199,624 km/h              | 1:24,291                  | 202,741 km/h              | 23    |
| 24   | Andrea de Cesaris    | Tyrrell-Yamaha        | 1:27,724                  | 194,806 km/h              | 1:24,358                  | 202,579 km/h              | 24    |
| 25   | Fabrizio Barbazza    | Minardi-Ford          | 1:25,616                  | 199,603 km/h              | 1:24,399                  | 202,481 km/h              | 25    |
| DNQ  | Michele Alboreto     | Lola-Ferrari          | 1:26,813                  | 196,851 km/h              | 1:25,396                  | 200,117 km/h              | –     |

### Rennen
| Pos. | Fahrer               | Konstrukteur          | Runden | Stopps | Zeit        | Start | Schnellste Runde |
| ---- | -------------------- | --------------------- | ------ | ------ | ----------- | ----- | ---------------- |
| 01   | Alain Prost          | Williams-Renault      | 65     | 0      | 1:32:27,685 | 01    | 1:22,923 (38.)   |
| 02   | Ayrton Senna         | McLaren-Ford          | 65     | 1      | + 16,873    | 03    | 1:21,717 (61.)   |
| 03   | Michael Schumacher   | Benetton-Ford         | 65     | 1      | + 27,125    | 04    | 1:20,989 (61.)   |
| 04   | Riccardo Patrese     | Benetton-Ford         | 64     | 0      | + 1 Runde   | 05    | 1:24,785 (33.)   |
| 05   | Michael Andretti     | McLaren-Ford          | 64     | 1      | + 1 Runde   | 07    | 1:23,791 (59.)   |
| 06   | Gerhard Berger       | Ferrari               | 63     | 1      | + 2 Runden  | 11    | 1:25,065 (51.)   |
| 07   | Mark Blundell        | Ligier-Renault        | 63     | 0      | + 2 Runden  | 12    | 1:25,543 (58.)   |
| 08   | Christian Fittipaldi | Minardi-Ford          | 63     | 0      | + 2 Runden  | 20    | 1:25,816 (55.)   |
| 09   | Érik Comas           | Larrousse-Lamborghini | 63     | 0      | + 2 Runden  | 14    | 1:26,381 (49.)   |
| 10   | Aguri Suzuki         | Footwork-Mugen-Honda  | 63     | 1      | + 2 Runden  | 19    | 1:27,006 (58.)   |
| 11   | Thierry Boutsen      | Jordan-Hart           | 62     | 0      | + 3 Runden  | 21    | 1:25,824 (48.)   |
| 12   | Rubens Barrichello   | Jordan-Hart           | 62     | 1      | + 3 Runden  | 17    | 1:24,085 (54.)   |
| 13   | Derek Warwick        | Footwork-Mugen-Honda  | 62     | 1      | + 3 Runden  | 16    | 1:25,795 (59.)   |
| 14   | Alessandro Zanardi   | Lotus-Ford            | 60     | 0      | DNF         | 15    | 1:25,246 (59.)   |
| –    | JJ Lehto             | Sauber                | 53     | 0      | DNF         | 09    | 1:25,824 (47.)   |
| –    | Luca Badoer          | Lola-Ferrari          | 43     | 0      | DNF         | 22    | 1:28,633 (41.)   |
| –    | Karl Wendlinger      | Sauber                | 42     | 0      | DNF         | 06    | 1:24,933 (36.)   |
| –    | Damon Hill           | Williams-Renault      | 41     | 0      | DNF         | 02    | 1:22,840 (40.)   |
| –    | Jean Alesi           | Ferrari               | 40     | 0      | DNF         | 08    | 1:25,729 (39.)   |
| –    | Fabrizio Barbazza    | Minardi-Ford          | 37     | 0      | DNF         | 25    | 1:27,899 (33.)   |
| –    | Philippe Alliot      | Larrousse-Lamborghini | 26     | 0      | DNF         | 13    | 1:27,453 (23.)   |
| –    | Martin Brundle       | Ligier-Renault        | 11     | 0      | DNF         | 18    | 1:29,805 (07.)   |
| –    | Ukyō Katayama        | Tyrrell-Yamaha        | 11     | 1      | DNF         | 23    | 1:29,569 (11.)   |
| –    | Johnny Herbert       | Lotus-Ford            | 2      | 0      | DNF         | 10    | 1:38,480 (02.)   |
| DSQ  | Andrea de Cesaris    | Tyrrell-Yamaha        | 42     | 1      | DNF         | 24    | 1:27,268 (42.)   |

Anmerkungen
1. ↑  de Cesaris wurde wegen eines Frühstartes disqualifiziert.

## WM-Stände nach dem Rennen
Die ersten sechs des Rennens bekamen 10, 6, 4, 3, 2 bzw. 1 Punkt(e).

### Fahrerwertung
| Pos. | Fahrer               | Konstrukteur          | Punkte |
| ---- | -------------------- | --------------------- | ------ |
| 01   | Alain Prost          | Williams-Renault      | 34     |
| 02   | Ayrton Senna         | McLaren-Ford          | 32     |
| 03   | Michael Schumacher   | Benetton-Ford         | 14     |
| 04   | Damon Hill           | Williams-Renault      | 12     |
| 05   | Johnny Herbert       | Lotus-Ford            | 6      |
| 06   | Mark Blundell        | Ligier-Renault        | 6      |
| 07   | JJ Lehto             | Sauber                | 5      |
| 08   | Riccardo Patrese     | Benetton-Ford         | 5      |
| 09   | Martin Brundle       | Ligier-Renault        | 4      |
| 10   | Christian Fittipaldi | Minardi-Ford          | 3      |
| 11   | Philippe Alliot      | Larrousse-Lamborghini | 2      |
| 12   | Michael Andretti     | McLaren-Ford          | 2      |
| 13   | Fabrizio Barbazza    | Minardi-Ford          | 2      |
| 14   | Gerhard Berger       | Ferrari               | 2      |

| Pos. | Fahrer             | Konstrukteur          | Punkte |
| ---- | ------------------ | --------------------- | ------ |
| 15   | Alessandro Zanardi | Lotus-Ford            | 1      |
| 16   | Derek Warwick      | Footwork-Mugen-Honda  | 0      |
| 17   | Luca Badoer        | Lola-Ferrari          | 0      |
| 18   | Jean Alesi         | Ferrari               | 0      |
| 19   | Érik Comas         | Larrousse-Lamborghini | 0      |
| 20   | Aguri Suzuki       | Footwork-Mugen-Honda  | 0      |
| 21   | Rubens Barrichello | Jordan-Hart           | 0      |
| 22   | Thierry Boutsen    | Jordan-Hart           | 0      |
| 23   | Michele Alboreto   | Lola-Ferrari          | 0      |
| –    | Karl Wendlinger    | Sauber                | 0      |
| –    | Ukyō Katayama      | Tyrrell-Yamaha        | 0      |
| –    | Andrea de Cesaris  | Tyrrell-Yamaha        | 0      |
| –    | Ivan Capelli       | Jordan-Hart           | 0      |

### Konstrukteurswertung
| Pos. | Konstrukteur     | Punkte |
| ---- | ---------------- | ------ |
| 01   | Williams-Renault | 46     |
| 02   | McLaren-Ford     | 34     |
| 03   | Benetton-Ford    | 19     |
| 04   | Ligier-Renault   | 10     |
| 05   | Lotus-Ford       | 7      |
| 06   | Sauber           | 5      |
| 07   | Minardi-Ford     | 5      |

| Pos. | Konstrukteur          | Punkte |
| ---- | --------------------- | ------ |
| 08   | Larrousse-Lamborghini | 2      |
| 09   | Ferrari               | 2      |
| 10   | Footwork-Mugen-Honda  | 0      |
| 11   | Lola-Ferrari          | 0      |
| 12   | Jordan-Hart           | 0      |
| –    | Tyrrell-Yamaha        | 0      |